# Самі Аль-Хашаш
Самі Мохамед Аль-Хашаш (араб. سامي الحشاش; нар. 15 вересня 1959) — кувейтський футболіст, що грав на позиції захисника за клуб «Аль-Арабі», а також національну збірну Кувейту, у складі якої був володарем кубка Азії 1980 року та учасником чемпіонату світу 1982 року.

## Клубна кар'єра
На клубному рівні грав за команду «Аль-Арабі» (Кувейт).

## Виступи за збірну
1980 року дебютував в офіційних матчах у складі національної збірної Кувейту. Того ж року став володарем домашнього для катарців кубка Азії 1980 року, а також був учасником футбольного турніру Олімпійських ігор 1980 року, де азійська команда подолала груповий етап, проте у чвертьфіналі мінімально з рахунком 1:2 поступилася господарям турніру, збірній СРСР.
Згодом був учасником чемпіонату світу 1982 року в Іспанії, а також кубка Азії 1984 року в Сінгапурі.

## Титули і досягнення
- Володар Кубка Азії: 1980
- Бронзовий призер Кубка Азії: 1984